# Château de Beeston
Le château de Beeston est un ancien château fort situé à Beeston dans le Cheshire, en Angleterre. Il est perché sur un rocher escarpé en grès qui s'élève à 110 m au-dessus de la plaine du Cheshire (en). Il fut construit par Ranulph de Blondeville (1170-1232) durant la décennie 1220, après son retour des croisades. En 1237, Henri III reprit le château de Beeston qui fut maintenu en bon état jusqu'au XVIe siècle, période à laquelle il fut considéré comme n'étant plus d'aucune utilité militaire, bien qu'il fût rapidement remis en service en 1643, lors de la Première Révolution anglaise. Le château fut partiellement démoli en 1646, sous les ordres de Cromwell, afin d'empêcher la poursuite de son utilisation comme forteresse. Au cours du XVIIIe siècle, le site fut utilisé comme carrière.
Il est raconté qu'un trésor appartenant à Richard II est enfoui dans le parc du château, mais les nombreuses recherches qui ont été menées n'ont pas réussi à en trouver une quelconque trace. Le château est aujourd'hui en ruines. Les murs de la cour extérieure, ainsi que les murs et le corps de garde de la cour intérieure ont été désignés séparément Monuments classés de Grade I par l'English Heritage qui en est aujourd'hui propriétaire.

## Préhistoire
Le rocher escarpé de Beeston fait partie d'une chaîne de collines rocheuses s'étendant à travers la plaine du Cheshire (en). Des puits datant du IVe millénaire av. J.-C. indiquent que le site du château de Beeston a peut-être été habité ou utilisé comme un lieu de rassemblement communautaire au cours de la période du Néolithique. Les archéologues ont découvert des pointes de flèches en silex datant du Néolithique sur le rocher escarpé, ainsi que les restes d'une communauté remontant à l'âge du bronze, et d'un castro relatif à l'âge du fer. Le rempart situé sur le rocher escarpé et qui est associé à l'activité de l'âge du bronze date environ des années 1270 à 830 av. J.-C., sept bâtiments circulaires ont été identifiées comme remontant à l'origine soit à la fin de l'âge du bronze ou au début de l'âge du fer. C'était peut-être un site métallurgique spécialisé. L'emplacement des murs de la cour extérieure du château fut choisi pour tirer parti des fortifications qui restaient de l'ancien rempart datant de l'âge du fer.

## Conception
Le château de Beeston fut construit par Ranulph de Blondeville, comme étant une forteresse imprenable et un symbole de puissance. Dans les documents médiévaux, le château est décrit comme Castellum de Rupe, le château sur le Rocher. Il est l'un des trois grands châteaux construits par Ranulph dans les années 1220, peu de temps après son retour de la cinquième croisade. Les autres sont le château de Bolingbroke dans le Lincolnshire, et le château de Chartley dans le Staffordshire, ils partagent tous les deux des caractéristiques architecturales similaires à celui de Beeston; la conception des tours en particulier.
Contrairement à beaucoup d'autres châteaux appartenant à cette époque, celui de Beeston ne possède pas de donjon comme dernière ligne de défense. À la place, les caractéristiques naturelles de la terre, associées à des murs massifs, à d'imposantes guérites, et à des tours soigneusement placées, transforment les murs d'enceinte eux-mêmes en forteresse. Les moyens de défense se divisaient en deux parties. Tout d'abord, un château rectangulaire situé au sommet de la colline, avec trois côtés à pic et un fossé défensif allant jusqu'à 9 m de profondeur dans les endroits creusés dans la roche sur le quatrième côté. Puis, une cour extérieure (en) était construite sur les pentes inférieures, dans laquelle se trouvait une imposante guérite protégée par un fossé mesurant 5 m de large et 3 m de profondeur. 

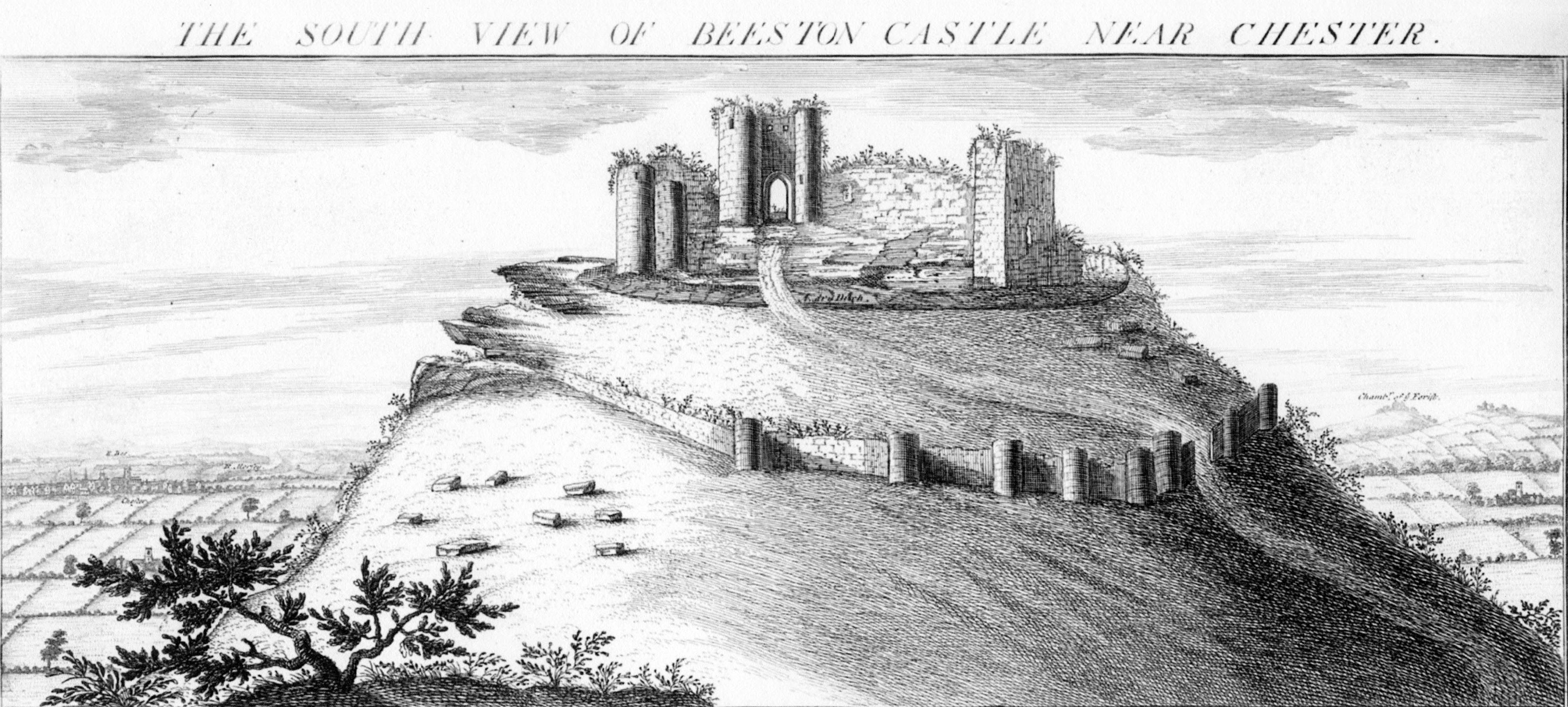
Gravure de 1727 par les frères Buck, montrant le château de Beeston depuis le sud

La cour extérieure était quasi rectangulaire. Ses murs avaient une épaisseur de 2 m, ils étaient recouverts de grès à la surface et remblayés par des gravats. Les murs, dont certaines parties sont encore visibles, contiennent un certain nombre de tours en forme de D, une innovation caractéristique des châteaux anglais à cette époque. Les tours permettaient aux défenseurs de tirer à travers les murs ainsi que vers l'avant, et la manière dont elles étaient conçues, ouvertes à l'arrière, signifiait qu'elles n'offraient aucune couverture aux éventuels attaquants qui réussissaient à pénétrer dans la cour extérieure. La cour intérieure était située sur le sommet rocheux à l'extrémité ouest du rocher escarpé. 
Pour fournir aux habitants du château un approvisionnement en eau douce, deux puits furent creusés dans la roche, l'un d'entre eux, dont la profondeur est de 113 m, est l'un des puits les plus profonds que l'on puisse trouver dans un château en Angleterre.

## Château royal

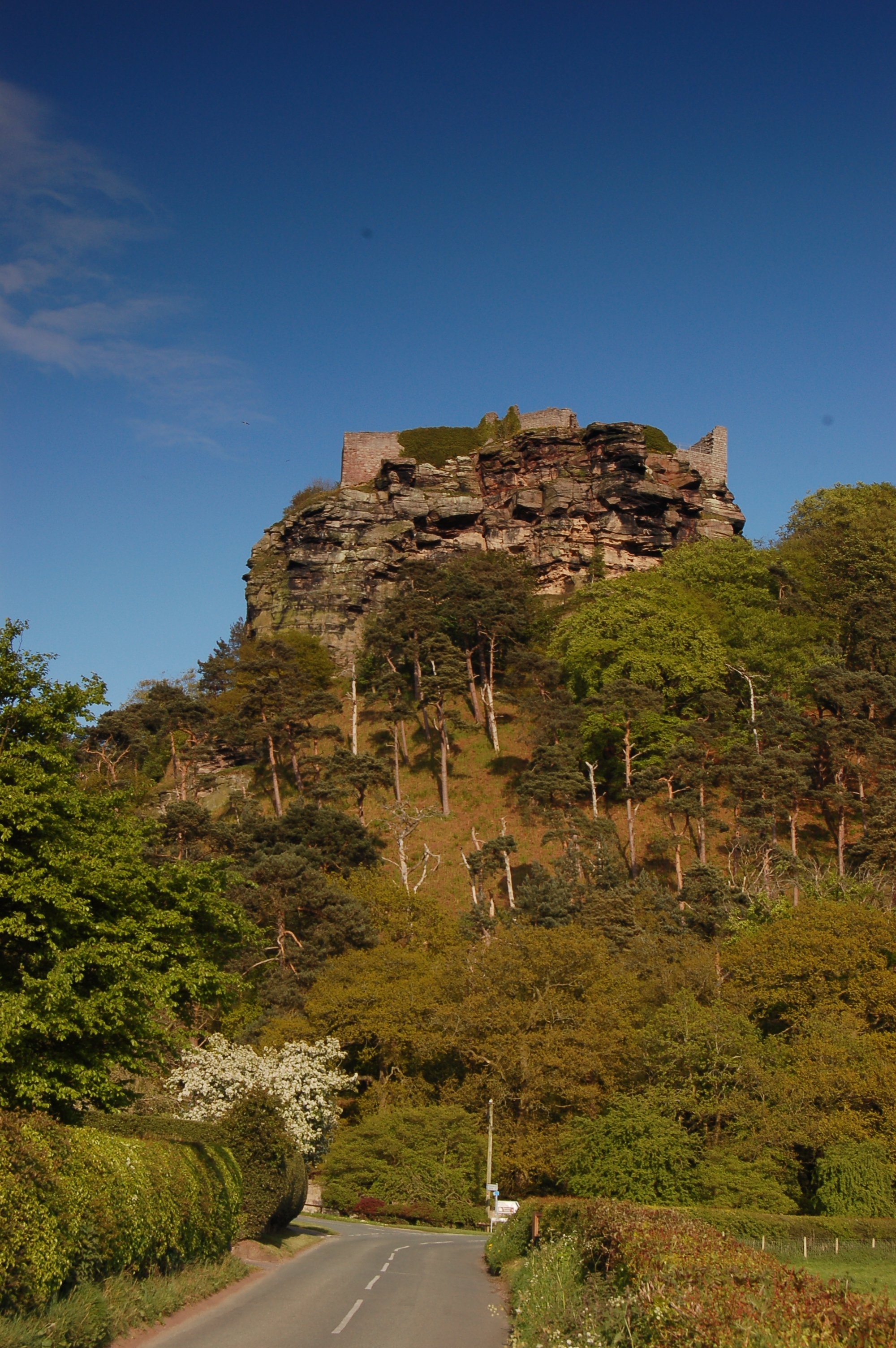
Le château de Beeston est construit sur un sommet rocheux haut de 110 m au-dessus de la

Bien que la plupart des moyens défensifs aient été en place au moment de la mort de Ranulph en 1232, il n'y avait aucun lieu d'habitation, et pas davantage en 1237, à la mort de John, le successeur de Ranulph. John mourut, ne laissant derrière lui aucun héritier mâle, et permettant ainsi à Henri III de régner sur le comté du Cheshire. Henri agrandit le château de Beeston lors de ses guerres avec le Pays de Galles, et l'utilisa comme prison pour les prisonniers gallois. Cependant, aucune tentative ne fut faite pour aménager le château en résidence permanente, avec des salles et des logements. Les garnisons étaient probablement logées dans des structures en bois à l'intérieur de la cour extérieure. 
En 1254, Henri fit don du château de Beeston, ainsi que d'autres terres du Cheshire, à son fils, le prince Édouard. Il lui donna également le titre de comte de Chester, un titre conféré à l'héritier du trône d'Angleterre depuis. Édouard fut couronné roi d'Angleterre en 1272, et il termina la conquête du Pays de Galles. 
Au milieu du XIVe siècle, on trouve des références sur des hommes du Cheshire qui furent faits connétables du château royal. Il est probable que le connétable ait résidé dans ou près de la guérite. Dans un compte-rendu sur le château datant de 1593, Samson Erdeswick décrivait l'habitation comme suit : « une grande et solide guérite, constituant une solide muraille avec d'autres bâtiments qui, une fois ornés, allait procurer une habitation idéale pour n'importe quel grand personnage. » 
Beeston fut maintenu en bon état et s'améliora sous le règne d'Édouard, et tout au long du XIVe siècle. Cependant, au XVIe siècle, le château fut considéré comme n'étant plus d'aucune utilité pour la Couronne d'Angleterre, et en 1602, il fut vendu à Sir Hugh Beeston (en) (1547-1626) de Beeston Hall.
ll y eut des rumeurs persistantes d'un trésor caché par Richard II quelque part dans le parc du château. Richard est supposé avoir caché une partie de sa fortune personnelle à Beeston lors de son voyage à Chester en 1399, avant d'embarquer sur un navire en partance pour l'Irlande, dans le but d'y réprimer une rébellion. À son retour, Richard fut déposé par Henri, duc de Lancaster et futur roi Henri IV, et on dit que son trésor n'a toujours pas été découvert. Beaucoup de recherches ont été effectuées, la plupart d'entre elles se focalisant sur le puits profond situé dans la cour intérieure, mais rien n'a jamais été trouvé. La rumeur d'un trésor caché n'est peut-être pas fondée, puisque Henri IV est décrit comme ayant récupéré des diverses cachettes l'or et les bijoux de Richard.

## Guerre civile

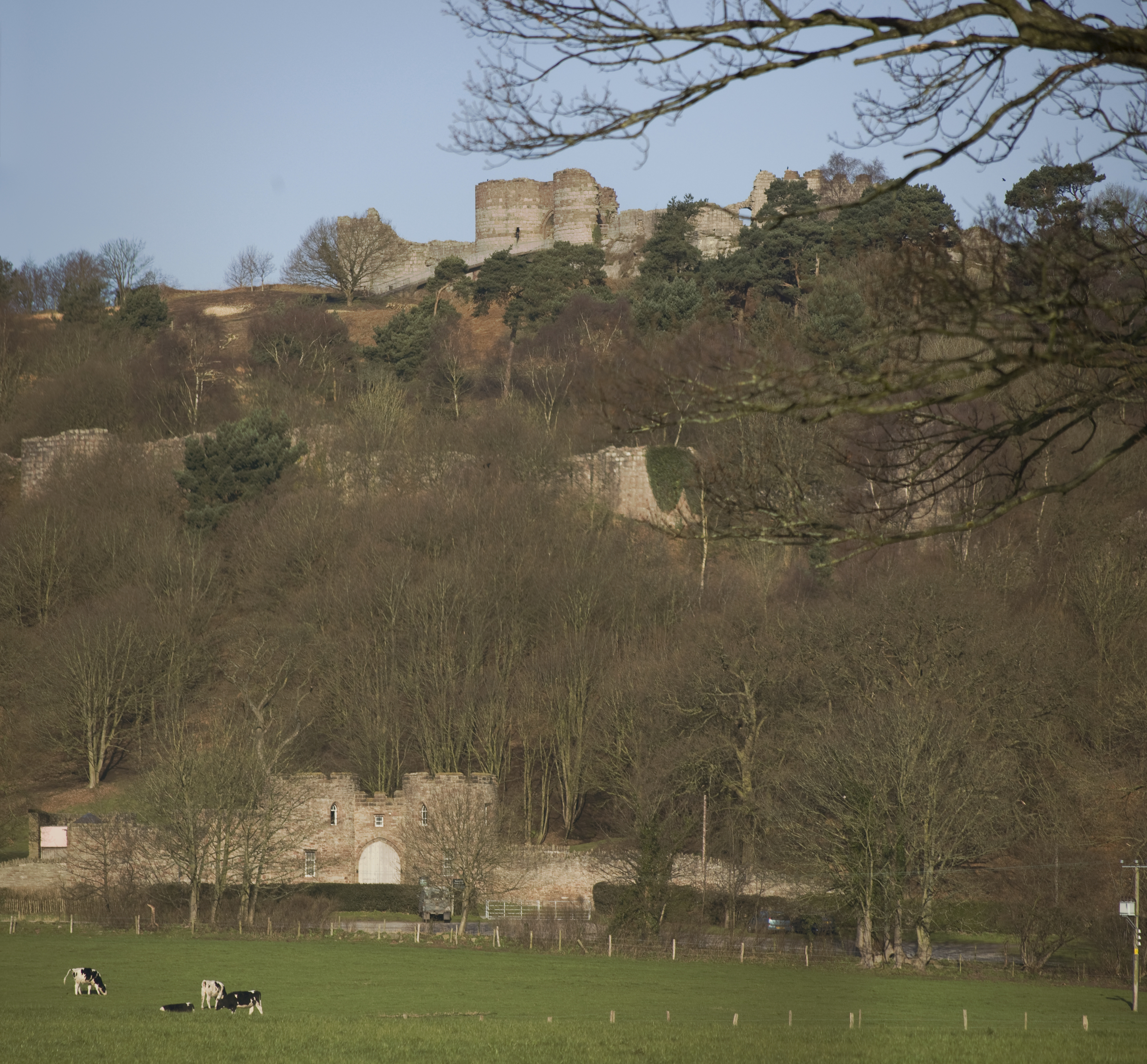
Le château de Beeston, vu depuis l'est

Pendant la Première Révolution anglaise, de nombreux châteaux laissés à l'abandon furent rapidement remis en service. 
Le château de Beeston fut saisi le 20 février 1643 par les forces parlementaires obéissant aux ordres de Sir William Brereton (en). Les murs furent réparés et le puits nettoyé. Au cours de l'année, une partie de l'armée royale d'Irlande atterrit à Chester. Le 13 décembre 1643, le capitaine Thomas Sandford et huit soldats de cette armée s'infiltrèrent la nuit dans le château de Beeston (peut-être aidés par une trahison) et surprirent le gouverneur du château, le capitaine Thomas Steele, qui fut si secoué par l'événement qu'il se rendit après avoir obtenu la promesse qu'il serait autorisé à sortir du château avec les honneurs. 
Les Royalists survécurent au siège des forces parlementaires de novembre 1644 à novembre 1645, jusqu'au moment où leur manque de nourriture les força à se rendre. Le château fut partiellement démoli en 1646, afin d'empêcher la poursuite de son utilisation comme bastion.

## Histoire plus récente
Au cours du XVIIIe siècle, les parcs du château furent exploités, et la guérite menant à la cour extérieure fut démolie afin de construire un passage permettant de déplacer les pierres du site. En 1840, le château fut acheté par John Tollemache, le plus grand propriétaire terrien du Cheshire de l'époque, dans le but d'agrandir son domaine. Au milieu du XIXe siècle, le château devint le théâtre d'une fête annuelle de deux jours, destinée à collecter de l'argent pour les veuves et les orphelins locaux. L'événement attirait plus de 3 000 visiteurs par jour.

## État actuel
Le château appartient à l'English Heritage, et bien qu'en ruines, suffisamment de murs et de tours sont encore en place pour fournir une image claire de ce à quoi il ressemblait lorsqu'il était à son apogée. Il est ouvert aux visiteurs et possède un petit musée ainsi qu'un centre pour les visiteurs. Un pavillon fut construit par Tollemache au XIXe siècle, et fut agrandi au XXe siècle. Le pavillon est composé de deux étages, de deux tours circulaires situées de chaque côté d'une voûte centrale. Il a été désigné comme bâtiment classé Grade II. 
Le château de Beeston offre une des vues les plus spectaculaires de tous les châteaux d'Angleterre, s'étendant sur huit comtés, des Pennines à l'est jusqu'aux montagnes galloises à l'ouest.